# DD35型柴油机车
DD35型柴油机车是美国通用汽车易安迪公司（GM-EMD）在1960年代推出的一款大功率电力传动柴油机车，这款机车主要与GP35型柴油机车或DD35A型柴油机车连挂及作为辅助增力机车使用，因此没有设置司机室。

## 开发背景
聯合太平洋鐵路作为美国国内规模最大的铁路货运公司，对大功率铁路机车的需求可追溯至第二次世界大战之前的蒸汽机车时代。聯合太平洋鐵路首先在1936年引入4-6-6-4轴式的挑战者型蒸汽机车，至1940年代初又开始使用由美国机车公司生产的大男孩型蒸汽机车，这也是世界铁路史上尺寸最大的蒸汽机车。1950年代，聯合太平洋鐵路与美国机车公司、通用电气公司合作，开发了一系列大功率燃气轮机车以取代大男孩型蒸汽机车，创造出当时世界上输出功率和牵引力最大的铁路机车。
至1960年代初，由于石油和塑料工业的快速发展造成重油价格持续上涨，聯合太平洋鐵路希望订购新型大功率柴油机车以节省燃料成本。因此，根据聯合太平洋鐵路提出的技术要求，美国的三大铁路机车制造商各自研制了5000～5500马力等级的大功率干线货运柴油机车，分别为通用电气公司的U50型柴油机车、易安迪公司的DD35型柴油机车、以及美国机车公司的世纪855型柴油机车。
首两台DD35型柴油机车于1963年9月落成，易安迪公司将其向主要铁路公司巡回示范，但只有联合太平洋铁路和南太平洋铁路对此表示兴趣。联合太平洋铁路随即买下了整个示范机车组，并向易安迪下了25台DD35型柴油机车的订单，这批机车于1964年5月至9月期间交付使用。南太平洋铁路则订购了3台DD35型柴油机车，主要运用于洛杉矶至新奥尔良的日落路线。1965年，易安迪还在DD35型柴油机车的基础上，为联合太平洋铁路研制了具备司机室的DD35A型柴油机车。由于大功率单节双机组机车运用灵活性较差，加上受到1970年代美国经济衰退的影响，南太平洋铁路亦于1978年报废全数三台DD35型柴油机车，而联合太平洋铁路亦在1977年将旗下所有该型机车退役，DD35A型柴油机车则在1981年退役报废。

## 技术特点
DD35型柴油机车是在GP35型柴油机车基础上设计的单节八轴柴油机车，实际上相当于两台GP35型柴油机车的结合体，但由于这款机车的设计是用来组成总功率15000马力的机车组，即两台DD35型柴油机车搭配两台分别连挂于前后两端的GP35型柴油机车，因此并没有在DD35型柴油机车上设置司机室，整个机车组由两端的GP35型柴油机车进行重联控制。机车车体为底架承载结构、双侧外走廊的罩式车体，车体底架全长为24,841毫米，车钩中心距离为26,797毫米，转向架中心距为16,764毫米。机车走行部为两台采用导框式轴箱定位、双侧闸瓦制动、心盘牵引装置的四轴转向架，其结构与联合太平洋铁路燃气轮机车使用的转向架大致相同。
机车装用两台16气缸、二冲程、涡轮增压的16-567D3A型柴油机，该型柴油机是在16-567D3型柴油机的基础上改良而成，当额定转速为每分钟900转时，额定功率可达2500马力，其主要特点包括经过改进的活塞、喷油器和气缸盖结构，增加冷却面积和改善散热能力，并采用了新型空气滤清器和自动防护装置。传动系统采用直—直流电传动，两套电传动装置各自驱动每台转向架上的四台牵引电动机。主发电机和辅助发电机采用同轴结构，在和柴油机输出轴相联的同一根轴上，装有D32型直流主发电机和D14型交流辅助发电机。主发电机的额定电压为600伏特，冷却方式为强迫通风。辅助发电机用于供电给冷却风扇，供电制式为200伏特三相交流电。另有一台10千瓦的直流辅助发电机供电给控制电路、照明电路和蓄电池组。